# Absolutely Positively
Absolutely Positively è il secondo singolo dell'album Heavy Rotation della cantautrice statunitense Anastacia. Il produttore della canzone è Chuck Harmony e gli autori sono Shaffer Smith e lo stesso Chuck Harmony. 
Absolutely Positively è stato confermato come singolo da Anastacia stessa su This Morning lunedì 3 novembre 2008, ma il 5 febbraio 2009 la distribuzione fisica del singolo è stata cancellata, mentre è stata confermata quella digitale in Europa (Germania esclusa) per il 28 febbraio 2009.

## Il video
Il video è stato girato a Londra, nell'appartamento che all'epoca apparteneva alla cantante, ed è stato diretto da Nigel Dick, che aveva già diretto altri video di Anastacia come I'm Outta Love e Cowboys & Kisses. Nel video Anastacia viene seguita nei piccoli riti quotidiani che seguono il risveglio, come la colazione, il trucco, la scelta dei vestiti; queste scene sono intervallate da una semplice coreografia eseguita dalla sola cantante e dalle immagini di una coppia che, dopo aver litigato, si riappacifica.

## Tracce
UK Promo CD
1. Absolutely Positively (Radio Edit) – 3:51

iTunes Single
1. Absolutely Positively (Radio Edit) – 3:51
2. Absolutely Positively (Moto Blanco Radio Mix) – 3:55

Official Remix
1. Absolutely Positively (Moto Blanco Club Mix) – 8:24

## Crediti
- Lead vocals: Anastacia
- Background vocals: Anastacia, Ne-Yo
- Producers: Chuck Harmony
- Co-Producers: Ne-Yo
- Recorded by Chuck Harmony at The Carrington House in Atlanta, GA
- Vocals recorded by Bill Malina at Westlake Recording Studios in Los Angeles, CA

## Classifiche
| Classifica (2009) | Posizione massima |
| ----------------- | ----------------- |
| Ungheria          | 7                 |